# Малая Азишская пещера
Малая Азишская пещера — пещера, расположенная в Краснодарском крае, Апшеронском районе, в междуречье рек Белой и Курджипс.

## Общие сведения
Вход в пещеру расположен на платообразном массиве, в 580 м от асфальтированной дороги Майкоп — Лагонаки, и представляет собой колодец глубиной около 2 метров. Из колодца проходит узкий ход в первую камеру пещеры, длинной около 6 м. Двигаться в нём можно только лёжа. Пещера имеет три камеры высотой около 2 метров и шириной 4—5 м. В третьей камере справа имеется проход перекрытый обвалом. Пройти по нему можно 1—2 м: дальше просматривается десятисантиметровая щель, которая, возможно, соединяет Малую и Большую Азишскую пещеру.

## Название
Своё название — Малая — она получила из-за своих небольших размеров по отношению к Большой Азишской пещере. Азишская из-за своего нахождения на перевале Азиш-Тау.